# Os bei Süderbrarup

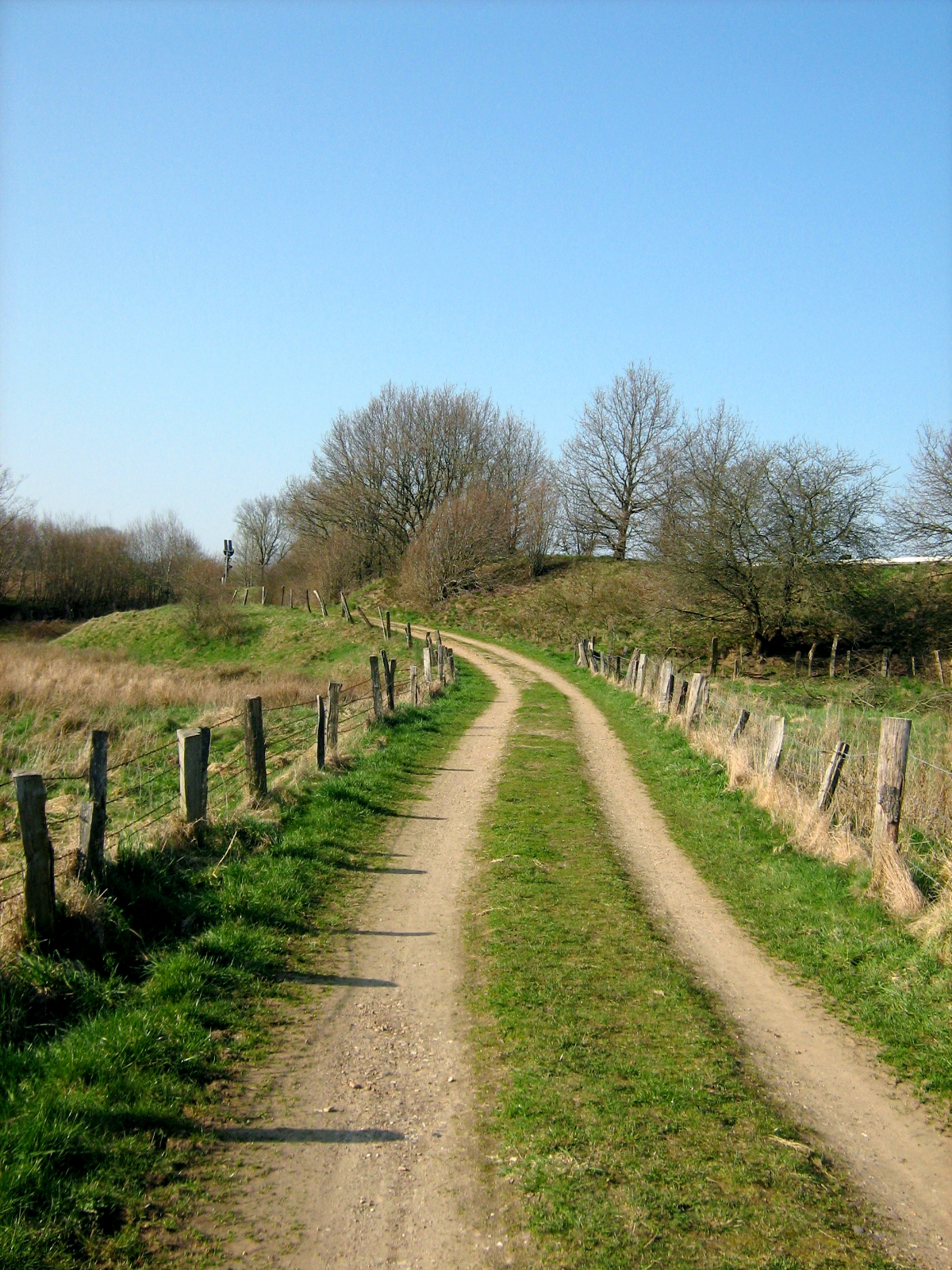
Weg am Rand des Naturschutzgebietes

Das Os bei Süderbrarup (dänisch Sønder Brarup Ås bzw. Åsen) ist ein Naturschutzgebiet in der schleswig-holsteinischen Gemeinde Süderbrarup im Kreis Schleswig-Flensburg. Es ist nahezu vollständig Bestandteil des FFH-Gebietes „Wellspanger-Loiter-Oxbek-System und angrenzende Wälder“. Zuständige untere Naturschutzbehörde ist der Kreis Schleswig-Flensburg.
Das Naturschutzgebiet liegt direkt nördlich von Süderbrarup am Rande des Naturparks Schlei. Es stellt ein in der Weichsel-Kaltzeit entstandenes, etwa 500 Meter langes und bis 9 Meter hohes Os (dänisch: Ås) im Tal der Oxbek und daran angrenzende Niederungsbereiche mit Wasserflächen, Feuchtwiesen, Röhrichten und Bruchwald unter Schutz. Das Os selbst wurde bereits 1926 durch Polizeiverordnung geschützt. Es war mit 1,27 Hektar das kleinste Naturschutzgebiet Schleswig-Holsteins. Ein Teil des Os wurde für den Bau eines Bahndamms der 1881 eröffneten Bahnstrecke Kiel–Flensburg, die das Naturschutzgebiet durchquert, abgetragen. Das Naturschutzgebiet grenzt im Norden an die Oxbek.
Der sandige Untergrund des Os ist Standort von Trockenrasen und Heide mit typischer, an nährstoffarme Standorte angepasste Vegetation, darunter z. B. Kartäusernelke, Apfel-Rose Wiesen-Flockenblume und Rundblättrige Glockenblume. Vielfach ist Gehölzaufwuchs zu finden, der durch Entkusselung zurückgedrängt wird. An feuchten Standorten im Niederungsbereich sind z. B. Drahtsegge und Kleiner Baldrian sowie Sumpfdotterblumen und verschiedene Orchideen zu finden. Südlich des Os befindet sich ein von einem Bruchwald umgebener Teich. Die Grünlandbereiche im Naturschutzgebiet werden überwiegend landwirtschaftlich genutzt. Teilweise werden die Weiden mit Robustrindern und Schafen beweidet. Westlich des Bahndamms befindet sich auch eine Ackerfläche.
Durch das Naturschutzgebiet verläuft ein Wirtschaftsweg, der auch als Rad- und Wanderweg genutzt werden kann. Am Rand des Os und an der Oxbek befinden sich Aussichtspunkte. Das Gebiet wird von der Arbeitsgemeinschaft Geobotanik in Schleswig-Holstein und Hamburg betreut.
Der Fußweg zum Naturschutzgebiet geht gleich östlich des Bahnübergangs auf dem Heidbergweg in Süderbrarup ab. Man kann auch von der Ruruper Straße zwischen Böel und Norderbrarup aus auf den Wirtschaftsweg gehen, der Zugang ist etwa 100 m westlich der Eisenbahnbrücke im Verlauf der Ruruper Straße. Von dort aus geht man über den Wirtschaftsweg westlich der Bahnstrecke und nutzt dann denselben Bahnübergang am Heidbergweg.